# John Fleetwood Baker
John Fleetwood Baker, Baron Baker OBE (Liscard, 19 de março de 1901 — Cambridge, 9 de setembro de 1985) foi um engenheiro britânico.

## Obras
- A distribution method of stress analysis (Reports and memoranda) (1935)
- The Analysis of Engineering Structures Alfred John Sutton Pippard, John Fleetwood Baker. 1st Edition 1937, many subsequent editions
- The Plastic Design of Frames Jacques Heyman, John Baker, C.U.P. 1969
- Enterprise versus Bureaucracy : The Development of Structural Air-Raid Precautions during the 2nd World War (1978)